# Ekonomiåret 1938

## Händelser

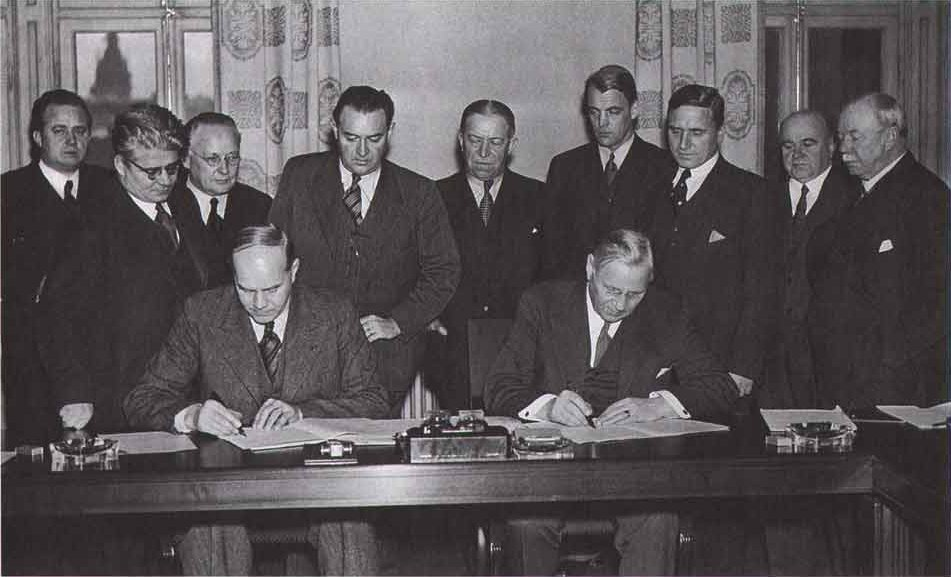
Saltsjöbadsavtalet

- 20 december - LO och SAF undertecknar Saltsjöbadsavtalet vilket är grunden till "Den svenska modellen". Man beslutar att man skall nå samförstånd genom förhandlingar istället för konflikter ("Saltsjöbadsandan"), för att bättre nå välfärdssamhället. Avtalet innehåller regler om samarbetsorgan, Arbetsmarknadsnämnden, förhandlingsordning, uppsägning av arbetare samt ekonomiska åtgärder och samhällsfarliga konflikter.[1]

## Födda
- 3 april - Allan Larsson, svensk journalist och socialdemokratisk politiker, finansminister 1990-1991.